# Université du Manitoba
L'Université du Manitoba a été établie en 1877. Elle est l'une des quatre universités de la ville de Winnipeg au Manitoba et elle fut la première université à être établie dans l'Ouest canadien.

## Collèges associés
- Collège du Manitoba
- Collège Saint-Audrey
- Collège Saint-Marjory
- Collège Saint-Benjamin
- Collège universitaire de Saint-Boniface

## Statistiques
- 22 000 étudiants
- 20 facultés universitaires
- 83 % étudiants de premier cycle, 12 % d'étudiants aux cycles supérieurs

## Liste des recteurs
- James Alexander MacLean (1913 - 1934)
- Sidney Earle Smith (1934 - 1944)
- Henry Percy Armes, acting (1944 - 1945)
- Albert William Trueman (1945 - 1948)
- Albert Henry S. Gillson (1948 - 1954)
- Hugh Hamilton Saunderson (1954 - 1970)
- Ernest Sirluck (1970 - 1976)
- Ralph Campbell (1976 - 1981)
- Arnold Naimark (1981 - 1996)
- Emöke J.E. Szathmáry (1997-)

## Personnalités liées

### Diplômés reconnus
- Israel Asper, avocat et propriétaire de journaux (B.A. - 1953, LL.B. - 1957, LL.M. - 1964)
- Monty Hall, personnalité à la télévision, Ordre du Canada, BSc
- Gary Filmon, premier ministre du Manitoba de 1988 à 1999 (BSc en génie civil)
- Ovide Mercredi, chef amérindien canadien (LLB - 1977)
- Phil Fontaine, chef amérindien canadien (BA - 1981)
- Sam Katz, maire de Winnipeg (BA - 1973)
- Marshall McLuhan, sociologue
- William Norrie, maire de Winnipeg (BA - 1950, LLB - 1955)
- Leonard Peikoff, philosophe
- Clay Riddell, ingénieur industriel pétrolier (BSc avec honneurs - 1959)
- Louis Slotin, physicien-chimiste membre du projet Manhattan (BSc - 1932, MSc -1933)
- Miriam Toews, romancière
- Donald Triggs, viticulteur, cofondateur de Jackson-Triggs (BSc avec honneurs - 1966)
- Marcel Dzama, artiste contemporain - (1997)
- Israel Idonije, joueur défensif des Bears de Chicago
- Placide Gaboury, philosophe et professeur (BA - 1949)
- Glenn Joyal, juge canadien.

### Professeurs reconnus
- Klaus Klostermaier, indianiste
- Guy Maddin, réalisateur
- Carol Shields, écrivaine récipiendaire du prix Pulitzer
- Jean-Eric Ghia, vulgarisateur et chercheur
- Bob Altemeyer, psychologue
- Rosalie Favell, photographe canadienne d'origine métisse